# Methacrylsäurebutylester
Methacrylsäurebutylester ist eine chemische Verbindung aus der Gruppe der Carbonsäureester.

## Gewinnung und Darstellung
Methacrylsäurebutylester kann durch Reaktion von Methacrylsäure oder Methylmethacrylat mit Butanol gewonnen werden.

## Eigenschaften
Methacrylsäurebutylester ist eine farblose Flüssigkeit mit unangenehmem Geruch, die sehr schwer löslich in Wasser ist. Sie zersetzt sich bei Erhitzung. Die Verbindung kann eine Polymerisationsreaktion eingehen. Die Polymerisationswärme beträgt −60 kJ·mol−1 bzw. −422 kJ·kg−1.

## Verwendung
Methacrylsäurebutylester wird als Baustein für Polymere verwendet, die in Farben und Lacken, Harzen, Klebstoffen, Tonern und Tinten, Öladditiven für Dental- und Medizinprodukten eingesetzt werden.

## Sicherheitshinweise
Die Dämpfe von Methacrylsäurebutylester können mit Luft ein explosionsfähiges Gemisch (Flammpunkt 50 °C, Zündtemperatur 290 °C) bilden. Die Verbindung neigt zur spontanen Polymerisation, wobei zugesetzte Stabilisatoren durch Wärme oder lange Lagerung unwirksam werden können.